# Maryna Pryshchepa
Maryna Pryshchepa (ukrainien : Марина Прищепа), née le 28 juillet 1983 à Kiev, est une judokate ukrainienne.

## Palmarès international en judo
| Championnats du monde | Championnats du monde | Championnats du monde |
| Année                 | Médaille              | Catégorie             |
| --------------------- | --------------------- | --------------------- |
| 2009                  | argent                | –78 kg                |
| Championnats d'Europe |                       |                       |
| Année                 | Médaille              | Catégorie             |
| 2006                  | bronze                | –70 kg                |
| 2007                  | bronze                | –70 kg                |
| 2009                  | argent                | –78 kg                |
| 2010                  | bronze                | –78 kg                |
| 2012                  | bronze                | –78 kg                |